# Michel Peiry
Michel Peiry (Romont, 28 febbraio 1959) è un serial killer svizzero.
È considerato il peggior criminale elvetico dalla Seconda guerra mondiale.

## Biografia
Michel Peiry è nato a Romont, nella Svizzera francese. Nonostante un'infanzia infelice, un padre violento e la repressione della sua omosessualità, riuscì a condurre in apparenza una vita normale.
Venne arrestato mentre svolgeva un corso di ripetizione con l'esercito a Schangnau il 1º maggio 1987. Conosciuto anche come il "sadico di Romont", venne condannato per cinque omicidi in Svizzera avvenuti tra il 1981 ed il 1987, anche se le polizie europee gli attribuiscono almeno una decina di uccisioni in totale tra Confederazione Elvetica, Francia, Italia, Croazia e Stati Uniti. Le sue vittime erano perlopiù autostoppisti che venivano rapiti, legati e seviziati prima di essere uccisi e dati alle fiamme.
Ancora oggi sconta l'ergastolo in un carcere del Vallese ed ha più volte chiesto ai giudici, senza ottenere clemenza, la possibilità di beneficiare della libertà vigilata. Proprio questo fatto ha scatenato una discussione politica a livello federale che ha portato, nel 2007, all'approvazione di una legge che prevede l'internamento a vita dei criminali violenti.

### Gli omicidi
Il primo crimine attribuito a Peiry risale al 1° settembre 1981, quando ventiduenne si recò negli Stati Uniti. Lì incontrò un giovane canadese di nome Sylvestre, che scomparve presto senza lasciare traccia. Peiry inizialmente confessò l'omicidio, poi ritrattò le sue accuse e infine le riconobbe. Successivamente, avrebbe continuato a confessare e ritrattare per tutti gli altri suoi crimini.
Il 4 febbraio 1984, Peiry assassinò un giovane di nome Frédéric in Alta Savoia, in Francia. Nel giugno 1985, assassinò la sua unica vittima di sesso femminile, una donna di nome Anne-Laure (o forse Anne-Fleur, poiché Peiry non riusciva a ricordare esattamente il suo nome) a Saintes-Maries-de-la-Mer. Il 7 maggio 1986, Peiry uccise la sua prima vittima di nazionalità svizzera, un giovane di nome Cédric, il cui cadavere in decomposizione fu trovato ad Albinen, una regione isolata del Vallese .
Nel luglio 1986, Michel Peiry fece dei viaggi in diversi paesi europei, tra cui la Jugoslavia. Ammise l'omicidio di un uomo di nome Silvio, nella zona di Rijeka, prima di ritrattare la sua confessione. Nella notte tra il 14 e il 15 agosto 1986, nel Canton Ticino, incontrò il giovane autostoppista Fabio V., uccidendolo con il suo solito metodo. Nel novembre dello stesso anno, Peiry attaccò un uomo di nome Yves Ath a Neuchâtel, che sopravvisse miracolosamente, nonostante avesse subito abusi sessuali e fosse quasi morto.
Un'altra vittima, il giovane Vincent, fu trovato bruciato nel marzo 1987. C'erano apparenti somiglianze con il modus operandi di Pierre Chanal, ma questo non fu mai provato in modo conclusivo. Peiry fu sospettato nel cosiddetto caso di scomparsa di Mourmelon, soprattutto perché tra il 1980 e il 1987, Peiry frequentò le basi militari della Francia settentrionale e il campo di Valdahon nel Doubs, vicino al confine svizzero. A causa della mancanza di prove, questa pista fu abbandonata nel 1990. Un mese dopo, il 16 aprile 1987, un giovane francese divenne la sua nona vittima, nella provincia di Como, in Italia. Peiry confessò il suo omicidio, ma poi ritrattò la confessione. Infine, il 24 aprile 1987, attaccò la sua ultima vittima, un giovane di nome Thomas, che sopravvisse.
Michel Peiry venne arrestato il 1° maggio 1987 mentre prestava servizio militare nel Canton Berna e venne successivamente condannato all'ergastolo dal tribunale. Nel 2002 e nel 2009, Peiry presentò diverse richieste di libertà vigilata, senza alcun successo.